# نوربرت رودولف
هربرت رودولف (به آلمانی: Norbert Rudolph) بازیکن فوتبال و هافبک اهل آلمان شرقی بود که از سال ۱۹۸۴ میلادی عضو تیم ملی فوتبال آلمان شرقی بوده‌است. وی در ۱ بازی ملی حضور داشته و در بازی‌های ملی‌اش گلی به ثمر نرساند. هربرت رودولف آخرین بازی ملی خود را در سال ۱۹۸۴ میلادی انجام داد.